# Xanthesma foveolata
Xanthesma foveolata là một loài Hymenoptera trong họ Colletidae. Loài này được Exley mô tả khoa học năm 1978.

## Hình ảnh

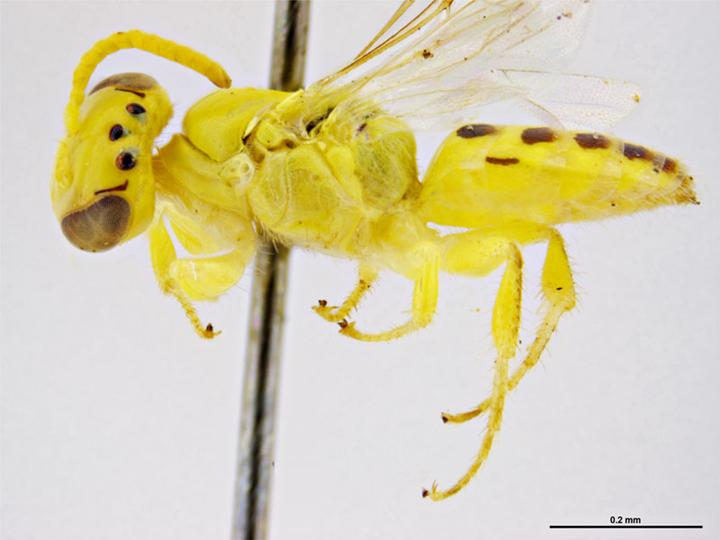